# Colymbotethidae
Colymbothetidae es una familia extinta de escarabajos del suborden Adephaga.   Colymbothethis se conoce a partir de larvas del Triásico Superior de Kazajstán. Probablemente pertenecen a la superfamilia Dytiscoidea.